# Georges Torcq
Georges Torcq, né le 5 janvier 1889 à Lille (Nord) et mort le 8 septembre 1958 dans cette même ville, est un syndicaliste français.

## Biographie
Fils d'un cocher, il suit des études primaires chez les frères des écoles chrétiennes avant d'entrer dans la vie active à l'âge de quatorze ans. Employé de banque, puis dans une filature, il participe aux activités du Sillon, l'aile la plus progressiste du catholicisme social, animée par Marc Sangnier.
Après la dissolution du Sillon, en 1910, il se consacre au syndicalisme et devient en 1913 secrétaire du syndicat des employés de banque, de commerce et d'industrie de Lille, qu'il avait contribué à créer l'année précédente.
Mobilisé en 1914, dans l'infanterie, il est blessé, puis prisonnier de guerre. Il ne revient à Lille qu'en 1919, et reprend son activité syndicale, au sein de la CFTC, nouvellement créée. Il participe d'ailleurs, comme délégué du syndicat des employés de Lille, au congrès fondateur de la confédération.
Avec Charlemagne Broutin, il est le principal artisan du développement de la centrale chrétienne dans le Nord. Dans les années 1920 et 1930, il est conseiller prud'homal, puis président de la section commerciale du tribunal prudhommal de Lille. Il est aussi administrateur de caisses d'assurance sociale, et coopérateur, au sein du groupement « La Famille coopérative ».
En 1932, il entre au conseil national confédéral de la CFTC et, en 1935, au bureau confédéral. À partir de 1938, il occupe la responsabilité de trésorier confédéral national.
Cette promotion peut cependant être interprétée comme une contre-partie au règlement du conflit interne à l'union locale de Lille. Torcq et Broutin bloquent en effet depuis plusieurs mois l'accès des nouveaux adhérents, arrivés en masse au moment du Front populaire, aux responsabilités locales. La tension est telle que Gaston Tessier, le secrétaire général national, doit intervenir pour lever le blocage et permettre une recomposition des instances des unions locale et départementale.
Membre de la direction de la CFTC clandestine pendant la guerre, il est, à la Libération, élu Président de la confédération, en remplacement de Jules Zirnheld, mort en 1940. Il exerce ce mandat de 1946 à 1948, mais le véritable chef de file confédéral est alors Gaston Tessier, qui lui succède d'ailleurs en 1948.
Après cette date, Torcq reprend la direction de l'union locale de Lille, jusqu'à sa retraite, en 1955.

## Sources
Dictionnaire biographique du mouvement ouvrier, notice de Claude Roccati